# نورثروپ بی‌کیوام-۷۴ چوکار
نورثروپ بی‌کیوام-۷۴ چوکار (به انگلیسی: Northrop BQM-74 Chukar) نام یک سری از هواگردهای هدف ساختِ کارخانهٔ نورثروپ گرومن در کشور ایالات متحده آمریکا است. این هواگردها به عنوان اهداف آزمایشی ساخته شده و برای نخستین بار در ۱۹۶۵ میلادی مورد استفاده قرار گرفتند.
این هواگردها شامل ۳ مدل مختلف هستند و از راه دور کنترل شده و قابل بازیابی هستند. حداکثر سرعت این هواگرد ۰٫۸۶ ماخ بوده و دارای محدودهٔ پروازی ۳۰ تا ۴۰ هزارپا می‌باشند.